# Едуардо Дарнаучанс
Едуардо Дарнаучанс (Монтевідео, 15 листопада 1953 — Монтевідео, 7 березня 2007) — уругвайський співак і музикант.

## Життєпис
Дитинство та юність пройшли на півночі країни, спочатку в Мінас-де-Корралес (департамент Рівера), а потім у місті Такуарембо.
Едуардо був сином лікаря Педро Е. Дарнаучанса Брума, якому він присвятив пісню «Pago», включену до його альбому «Zurcidor». На нього справив великий вплив професор літератури з вищої школи, поет Вашингтон Бенавідес, для якого він написав кілька віршів, серед яких «El instrumento» та «Tanta vida en cuatro versos». Познайомившись з оточенням цього поета і вчителя, він приєднався до Карлоса Бенавідеса, Едуардо Ларбануа, Гектора Нуми Мораеса та інших молодих людей з Такуарембо, так званої «Grupo de Tacuarembó».
Дарнаучанс читав курси на медичному та гуманітарно-педагогічному факультетах Університету Республіки, а також в Університеті Ла-Плата (Аргентина).
У 13 років Едуардо з'явився на радіо в Такуарембо, щоб заспівати дві пісні — одну Антуана, а іншу — власну, обидві французькою мовою. Наприкінці 1960-х він виступав у Сіне-Сіті в місті Такуарембо, перед Даніелем Віґлієтті, яким Едуардо захоплювався і вплив якого він визнавав.
У 1970 Едуардо вирішує виступити на фестивалі «Canción Joven» у Такуарембо. З цієї нагоди він представив дві пісні, які згодом стануть частиною його першого LP «Alicia Maravilla» та «Niñez de Luz». Журі фестивалю присудило йому премію «Tabaré» за найкращий голос.
8 червня 1971 Дарнаучанс дебютував у Монтевідео разом з Лео Антунесом та Опусом Альфою в циклі «Los conciertos de La Rosa», що проходив у театрі «Stella D'Italia» в Монтевідео.
У віці 18 років Едуардо записав свій перший повноформатну платівку «Canción de chico», яка привернула увагу колег та критиків. Друга платівка під назвою «Las Quemas» вийшла у 1974. Альбом «Sansueña», виданий в 1978, можна вважати твором, завдяки якому Едуардо став відомим великій публіці. Він був музикантом великої політичної прихильності. У період з 1979 по середину 1983 громадянська-військова диктатура піддавала цензурі і заборяла його виступи в прямому ефірі, хоча його пісні могли транслюватися по радіо. У 1981 Едуардо розпочав свій мистецький проєкт з гітаристом та аранжувальником Бернардо Аґерре, який супроводжував його творчість до 1999.
Четвертий альбом Дарнаучанса « Zurcidor» був записаний в період з травня по грудень 1981.
Згодом вийшли платівки «Nieblas & Neblinas» (1984), «El wheat de la luna» (1989, також випущена на CD), «White Nights» (записано в прямому ефірі в Театрі Соліс 7 і 8 травня 1991), «Dylan» (1991) і «Sin perder el tiempo», антологія, що об'єднує 20-річний досвід творчості. У 1990 Дарнаучанс отримав муніципальну премію за музику для фільму «El Trigo de la Luna».
Дарнаучанс складав музику до вистав: «Antes de entrar dejen salir y Papá querido» до «Театру де ла Комуна» під керівництвом Антоніо Бальдоміра в «Театрі дель Англо».
У 1990 Дарнаучанс створив музику до фільму «Color de tristecías» режисера Пабло Родріґеса, який показувався в Європі, США та Канаді. Едуардо зіграв на відкритті концерту Боба Ділана на стадіоні «Cilindro Municipal» та Пола Саймона на стадіоні Сентенаріо на Festival Montevideo Rock III (1991).

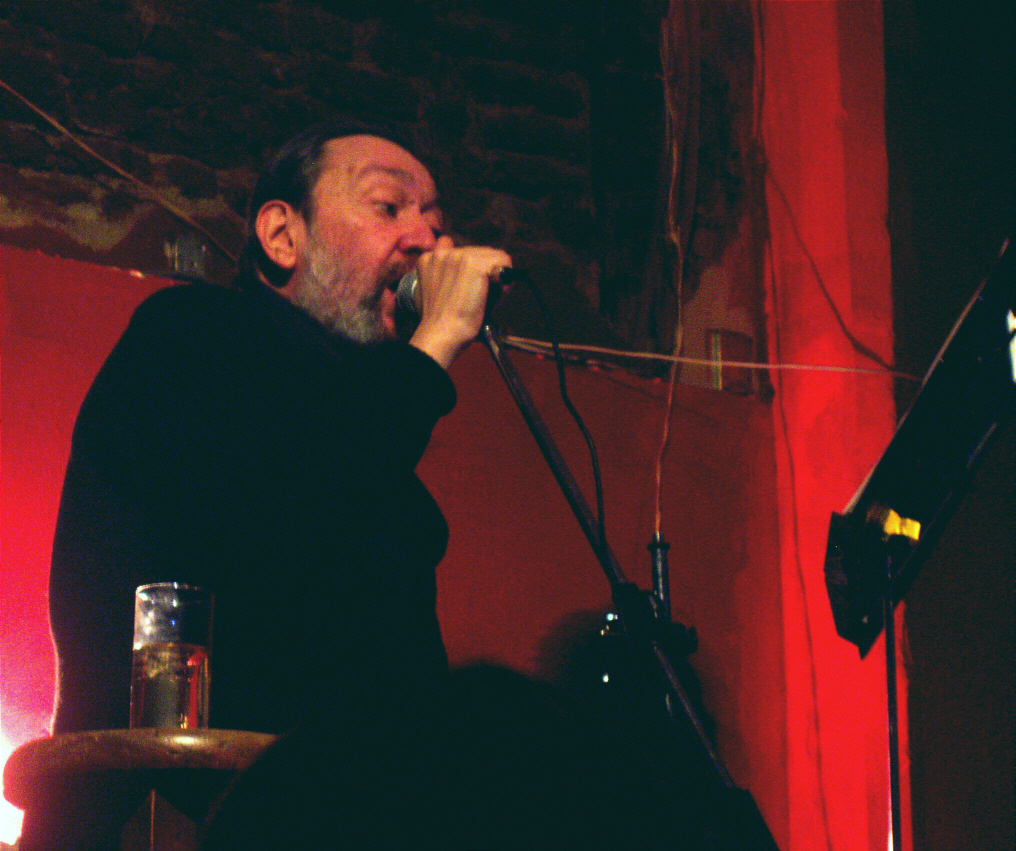
Дарнаучанс на виступі в Капілончо-де-Сіудад-В'єха (Монтевідео) 28 червня 2005.

У грудні 1993 редакція газети «Arca» видала «Los espejos y los mitos» — книгу, засновану на великій доповіді журналіста Табаре Куто, разом із книгою пісень, яка відображає частину його величезної кар'єри.
У грудні 1995 року у театрі «Дель Нотаріадо» співачка Сільвія Мейєр презентувала компакт-диск «Дарнаучанс» (заслужена данина уваги) з новими версіями класики Дарнаучанса. На презентації було продемонструване мультидисциплінарне шоу під назвою «Fretes & Keys».
Пісні Дарнаучанса виконували різні національні артисти, такі як Фернандо Кабрера, Рубен Олівера та Ларбануа — Карреро.
У 1998 на церемонії, що відбулася в театрі Ель-Гальпон, Едуардо передав права на пісню «Pago» Уругвайському медичному союзу, як данину поваги своєму батькові, лікарю за професією.
Едуардо Дарнаучанс на уругвайській музичній сцені вважається одним з найважливіших поетів (авторів пісень або «дарнером», як він любив називати себе). Багато його пісень є класикою уругвайської музики. У репертуарі Едуардо, крім текстів його авторства є вірші або пісні вітчизняних та зарубіжних поетів, таких як, наприклад, Вашингтон Бенавідес, Віктор Кунья, Лібер Фалько, Едуардо Мілан, Федеріко Ґарсія Лорка, Ніколас Ґільєн, Порфіріо Барба Якоб, Хосе Асунсьйон Сільва, Хорхе Луїс Борхес, Антоніо Мачадо, Рауль Ґонсалес Тюньйон, Едуардо Ґонсалес Лануца, Едуардо Боско, Роке Вальєхо, Хорхе Манріке, Рубен Даріо, Ніканор Парра, Мануель Бандейра, Умберто Меґґет, Пабло Неруда та Сезар Вальєхо.
Після громадянсько-військової диктатури Едуардо Дарнаучанс підтримував свою політичну відданість, виступаючи на концертах, спонсорованих уругвайськими партіями, «Amnistía Internacional» («Міжнародною амністією») та іншими. У лютому 1991 Едуардо відвідав публічну подію, організовану «Serpaj-Uruguay», 18 серпня в «Julio» в Монтевідео, в знак відмови від першої війни в Перській затоці. Він носив затиканий кляпом рот і гітару зі перев'язаними струнами, пронизаними ножицями, і хоча це була вигідна пропозиція, він відмовився співати. Останнім проєктом Дарнаучанса став запис альбому «Los Kafkarudos», у співпраці з деякими його колегами та друзями, що в кінцевому підсумку практично став альбомом на його честь.
Зазнав труднощів зі здоров'ям, а згодом пережив смерть дружини, яка впала в глибоку депресію.
Помер 7 березня 2007 через серцеву недостатність.

## Дискографія

### Студійні альбоми
- Canción de muchacho (Sondor 33141. 1973).
- Las quemas (Sondor 44014. 1974).
- Sansueña (Sondor 44074. 1978).
- Zurcidor (Sondor 44118. 1980).
- Nieblas & neblinas (Orfeo SULP 90755. 1985).
- El trigo de la luna (Orfeo 91004-4. 1989).
- El ángel azul (Ayui A/E298. 2005).

### Живі альбоми
- Noches blancas (1992).
- Entre el micrófono y la penumbra (producción de Fernando Cabrera. 2001).
- Canciones sefaradíes (2004).
- Ámbitos (grabado junto a Fernando Cabrera en el Teatro Solís en 1991. Ayuí / Tacuabé ae330cd. 2008).
- Nosotros Tres (grabado junto a Jorge Galemire y Eduardo Rivero en el espectáculo de mismo nombre en 1976. Ayuí / Tacuabé ae350cd. 2010).
- Entre el cuervo y el ángel (recital inédito de 1989 que compaña el libro de Marcelo Rodríguez Entre el cuervo y el ángel. Perro Andaluz. 2012).

### Компіляції
- Dylan (Sondor. 1991).
- Sin perder el tiempo (Sondor. 1991).
- Raras & casuales (Ayui. 2002).

### Сімпли
- Alicia maravilla / Niñez de luz (Sondor 50125. 1970).

### Колективні роботи
- Trovadores y Poetas (CBS. 1978).
- Canto popular 1 (Sondor. 1981).
- Candombeada, Yamandu Pérez y sus amigos (Sondor. 1982).
- Los caballos perdidos (Sondor. 1982).
- Canciones del asfalto (Sondor. 1982).
- Canciones de amor (Sondor. 1982).
- Comenzar de nuevo 2 (Orfeo. 1984).
- Música sin fronteras (La Batuta. 1985).
- Uruguay le canta a la Virgen de los Treinta y Tres (Sondor. 1996).
- Marinero en tierra — Tributo a Neruda (Warner. 1999).
- Uruguay canta en Pueblo Ansina

### Перевидання
- Canción de muchacho (Posdata-Sondor. 1998).
- Las quemas (Sondor. 2008).
- Sansueña (Sondor. 1997, 2009, 2015).
- Zurcidor (Sondor. 1997).
- Nieblas y Neblinas (Orfeo. 1994).
- El trigo de la luna (Orfeo. 1992).

### Колективи
- 7 Solistas (Ayuí / Tacuabé a/e72k. 1988).